# غيليس روبرت
غيليس روبرت هو صحفي وسياسي كندي، ولد في 5 مارس 1955 في سان جيروم في كندا. حزبياً، نشط في الحزب الكيبيكي. وقد انتخب عضو الجمعية الوطنية في كيبك ‏.